# MHK Kežmarok
Der MHK Kežmarok ist ein Eishockeyclub aus Kežmarok, Slowakei, der zwischen 2007 und 2009 in der höchsten Spielklasse der Slowakei, der Slovnaft Extraliga spielte und seit 2018 erneut der drittklassigen 2. hokejová liga SR angehört.

## Geschichte
Der Verein wurde 1931 in Kežmarok gegründet. In den 1970er und 1980er Jahren spielte der Verein in der drittklassigen 2. SNHL, bevor die Mannschaft des HK 31 Kežmarok 1991 den Aufstieg in die 1. SNHL meisterte. Über einige Jahre konnte sich der Verein in der zweiten Spielklasse der Slowakei halten, belegte aber in der Spielzeit 1998/99 nur den elften Platz. Daher musste der Verein erneut in die dritte Spielklasse absteigen. In den folgenden Spielzeiten hielt sich der Verein im Mittelfeld dieser Spielklasse, bevor 2006 der Aufstieg in die 1. Liga im Rahmen einer Aufstockung dieser Liga realisiert werden konnte.
In der folgenden Spielzeit erreichte der MHK Kežmarok in der regulären Saison den zweiten Platz. In den Playoffs setzte sich der Klub dann jeweils mit 4:0 gegen den ŠHK 37 Pieštany und den HC 05 Banská Bystrica durch. Im Finale traf die Mannschaft auf die Eishockeymannschaft des HK Spišská Nová Ves, die mit 4:2 besiegt wurde. Um aber in die Extraliga aufsteigen zu dürfen, musste der MHK Kežmarok seinem Finalgegner die Lizenz für die höchste Junioren-Spielklasse abkaufen, da dies eine Bedingung für die Teilnahme an der Extraliga ist. In den folgenden zwei Spielzeiten gehörte das Team der Extraliga an, war aber in beiden Jahren am Tabellenende platziert. 2009 folgte der Wiederabstieg in die 1. Liga, als das Team die Relegationsserie gegen den HK Spišská Nová Ves verlor. Ab 2009 fungierte der MHK Kežmarok als Farmteam des HK Poprad, so dass die besten Spieler den Verein verließen und nach Poprad wechselten. Im Gegenzug lieh der Club aus Poprad einige Juniorenspieler an den MHK aus.
Im Frühjahr 2010 wurde die Eishalle in Kežmarok von einem Hochwasser überschwemmt und dabei zerstört. Anschließend ruhte der Spielbetrieb des Vereins bis 2018. Seither spielt der Klub in der drittklassigen 2. hokejová liga SR.

## Erfolge
- Gewinn der 1. Liga (Sk) 2007 und Aufstieg in die Extraliga
- Gewinn der 2. Liga (Sk) 2006 und Aufstieg in die 1. Liga

## Bekannte ehemalige Spieler
- Richard Šechný (2006–2008)
- Slavomír Pavličko
- Ľuboš Bartečko

## Heimspielstätte
Der MHK Kežmarok trug seine Heimspiele im Zimný Štadión Kezmarok an, das 1994 erbaut wurde und insgesamt 3.000 Zuschauern Platz bietet. Das Stadion war nur einmal ausverkauft, als in der Saison 2007/08 der HC Slovan Bratislava zu Gast war. Im Frühjahr 2010 wurde die Eishalle in Kežmarok durch Hochwasser zerstört.
2016 begann der Abriss der alten Eishalle und anschließend der Neubau. 2018 wurde das Novy Zimný Štadión Kežmarok eröffnet, das ebenfalls 3000 Zuschauer fasst.